# Ingoldisthorpe
Ingoldisthorpe är en ort och civil parish i Storbritannien.   Den ligger i grevskapet Norfolk och riksdelen England, i den sydöstra delen av landet, 160 km norr om huvudstaden London. Ingoldisthorpe ligger 26 meter över havet och antalet invånare är 780.
Terrängen runt Ingoldisthorpe är platt. Havet är nära Ingoldisthorpe åt nordväst. Runt Ingoldisthorpe är det ganska tätbefolkat, med 90 invånare per kvadratkilometer. Närmaste större samhälle är King's Lynn, 14,5 km sydväst om Ingoldisthorpe. Trakten runt Ingoldisthorpe består till största delen av jordbruksmark.